# 芜菁

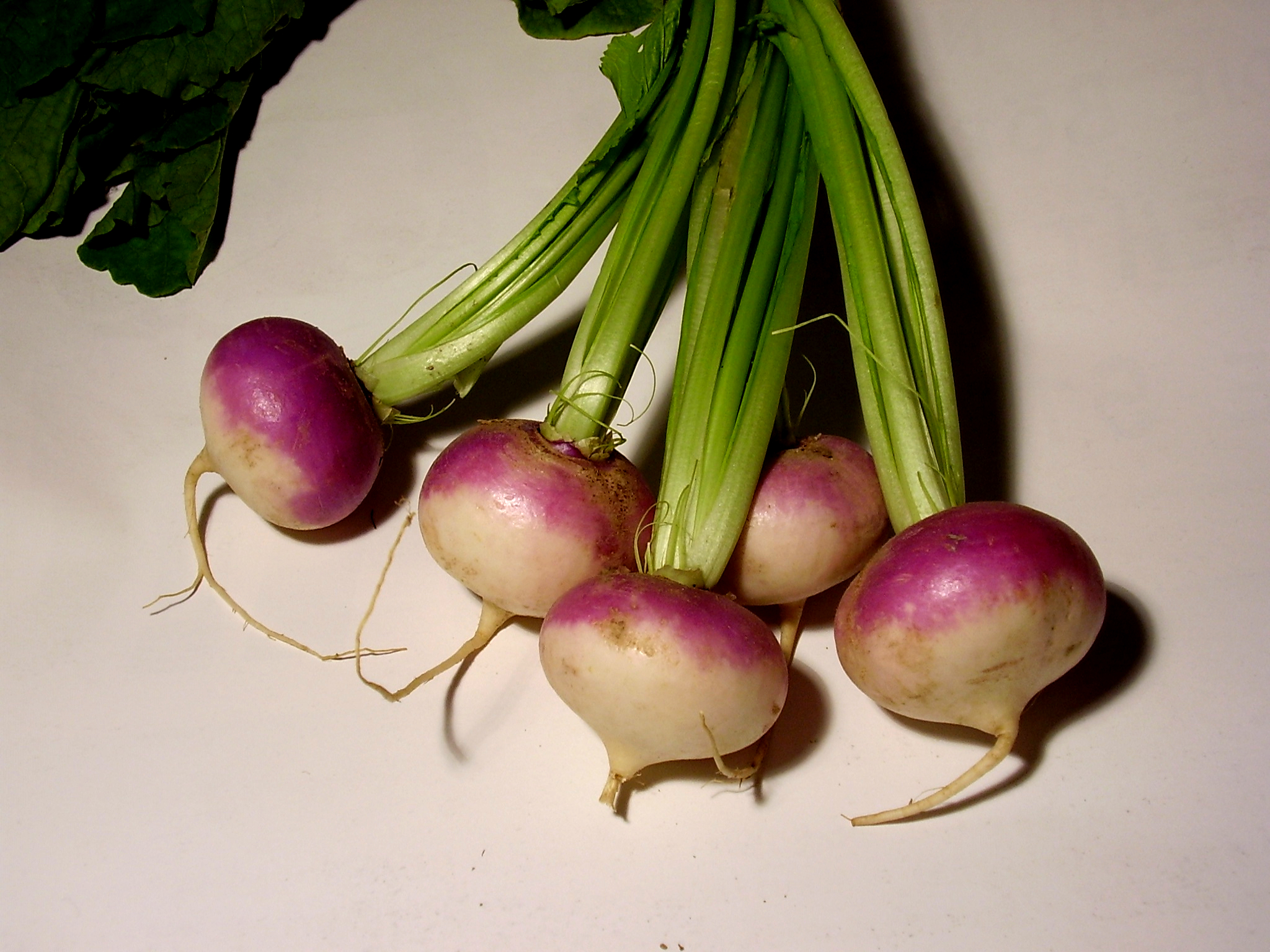
蕪菁的球根

蕪菁（学名：Brassica rapa subsp. rapa），又称為蔓菁、甜疙瘩、葑、诸葛菜、圆菜头、圆根（云南）、恰玛古（新疆）、盘菜（浙江）、碟子萝卜或扁萝卜（江西），原产於黎凡特，最早是种植在古代中东的两河流域到印度河平原地区。中国为蔓菁的原产地之一，种植历史有3000年以上，《诗经》中称为葑。芜菁属二年生草本植物，块状根，形状有球形、扁球形、椭圆形等多种。不耐暑热，需在阴凉场所栽培，适宜在肥沃的沙壤土上种植；芜菁的根以及叶子都可食用并有中药用途。

## 形态
芜菁是芸薹的變種，為二年生草本植物。块根肉质，呈球形、扁圆形或矩圆形，块根肉质呈白色或黄色。基部生长叶片呈羽状分裂或复叶，长20-34厘米，顶生叶片很大，边缘呈波伏或浅裂状；侧面生长多个裂状叶片，从上向下逐渐变小，上面有少数分散生长的刺毛，下面有尖锐白色刺毛。叶柄长10-16厘米；基部抱茎或有叶柄。项部开鲜黄色花，花长9毫米。花和果实类似油菜，其种子较大且為褐色。

## 种植
芜菁原产黎凡特，最早是种植在古代中东的两河流域一直到印度河平原地区。《诗经》、《尔雅》有载蔓菁，则在中国周朝至西汉前已普遍种植蔓菁。芜菁属二年生草本植物，块状根，形状有球形、扁球形、椭圆形等多种。不耐暑热，需在阴凉场所栽培，适宜在肥沃的沙壤土上种植，需排水便利，春秋两季皆可种植。芜菁主要病虫害有病毒、蚜虫、跳甲虫等。
15世紀時就有印度人專門種植蕪菁了，當時主要是取用其多油的種子。然而也有推測認為在希臘化時代及古羅馬帝國時就已經出現種植的蕪菁。西元前7世紀的希臘詩人莎孚將她最愛的情人 Gongýla 稱為“蕪菁”，但此外並沒有任何考古學證據證實此推測。

## 用途与类别

### 食用
芜菁的根以及叶子都可食用，现代一般来说小颗的芜菁用来食用，大颗的芜菁则是用来喂养家畜。芜菁富含维生素A、叶酸、维生素C、维生素K和钙。食用方法可用盐腌制除去其芥辣口感，然后加糖生食，也可加入肉类或是年糕等食物进行烹饪。由于种植方便，食用的价值高。在古代中国三国时期蜀国诸葛亮将其作为军粮，而后第一次世界大战时期的德国，也将芜菁作为主要的应急粮食解决军粮问题。

### 中医看法
在中医看来，芜菁性味较凉，有补肝明目的功效，对黄疸、疔疮等一些因燥热引起的疾病有一定疗效。

### 芜菁与萝蔔
芜菁与萝蔔同属十字花科，并且萝蔔部分品种跟芜菁的形状很相似，都是圆球状，所以有些人就会将其混淆。但是两种植物仍有区别：芜菁为蕓薹属，萝蔔则是萝蔔属，且小颗芜菁的肉质较为硬，水分较少。芜菁成熟后肉质较为松软，可作为主食加以食用，萝蔔成熟后脆嫩多汁。不过两者在药用价值跟食用价值上都十分接近。

## 延伸阅读
[在维基数据编辑]
 《欽定古今圖書集成·博物彙編·草木典·蔓菁部》，出自陈梦雷《古今圖書集成》

## 外部連結
- 维基文库中的相關文獻：《本草綱目・菜之一・蕪菁》
- 維基教科書中有關芜菁的食譜

- Multilingual taxonomic information from the University of Melbourne（页面存档备份，存于）
- Alternative Field Crop Manual: Turnip（页面存档备份，存于）
- Nutritional Facts（页面存档备份，存于）